# Uhrovec
Uhrovec is een Slowaakse gemeente in de regio Trenčín, en maakt deel uit van het district Bánovce nad Bebravou.
Uhrovec telt 1478 inwoners.

## Geboren in Uhrovec
- Ľudovít Štúr, grondlegger van de geschreven Slowaakse taal
- Alexander Dubček, politicus van de Praagse Lente